# Palača Verdala
Palača Verdala je službena ljetna rezidencija predsjednika Malte. 
Izgradio ju je veliki meštar Malteškoga reda Hugues de Loubenx Verdalle 1586. na mjestu lovačkoga doma prethodno u vlasništvu velikoga meštra Jeana Parisota de Valette. Palača je poznata po boschettu, odnsono velikom poluuređenom prostoru kojeg koriste malteški vitezovi za lov divljači. Palača su ukrasili veliki meštri Giovanni Paolo Lascaris i Manoel de Vilhena. Također je okružena kamenim jarkom. Sama zgrada je visoka dva kata i ima petokatne kule na svakom uglu.
Tijekom 1800. godine palača je služila kao vojni zatvor za vladavine Napoleona te je uglavnom napuštena nakon što su francuske snage napustile Maltu. Palača Verdala je obnovljena od strane guvernera Sira Williama Reida 1858. i bila je službena ljetna rezidencija guvernera Malte tijekom britanske vladavine.
Palača je u upotrebi kao ljetna rezidencija predsjednika Malte od 1987. i obično zatvorena za javnost, osim za bal u kolovozu, koji se održava svake godine u humanitarne svrhe. Palača je vidljiva iz više gradova na Malti, kao što su Rabat, Siggiewi, Mtarfa i Dingli.